# كوني هان
كوني هان (بالإنجليزية: Connie Han)‏ هي عازفة بيانو أمريكية، ولدت في 4 فبراير 1996.

## وصلات خارجية
- كوني هان على موقع ميوزك برينز (الإنجليزية)
- كوني هان على موقع أول ميوزيك (الإنجليزية)

- الموقع الرسمي